# Sergio Machado (economista)
Sergio Machado (Guaxupé, 28 de maio de 1948 — Rio de Janeiro, 20 de julho de 2016) foi um economista brasileiro e presidente do Grupo Editorial Record. Sergio estava internado na Clínica São Vicente, no Rio, e morreu em 20 de julho de 2016 de complicações decorrentes de uma cirurgia feita em novembro de 2015, para retirar um tumor de meninge.

## Biografia
Trabalhou na Companhia Vale do Rio Doce (CVRD), onde aos 24 anos, largou seu ofício para trabalhar na empresa fundada pelo pai, e cofundador da Record, Alfredo Machado. Em 1991, assumiu o comando do grupo. Em sua gestão expandiu os negócios do conglomerado, comprando editoras e criando selos para diversificar o catálogo.